# 바스프한농화성솔루션스
바스프한농화성솔루션스 주식회사는 바스프와 한농화성이 합작하여 설립한 계면활성제 제조업체이다.

## 역사 및 현황
2023년 4월 1일 한농화성 대죽공장이 물적분할되어 설립되었으며, 바스프가 분할회사의 지분을 취득하였다.
2024년 9월에는 서산에 바이온 계면활성제 생산공장을 착공하였다.